# Пайк, Розамунд
Ро́замунд Мэ́ри Э́ллен Пайк (англ. Rosamund Mary Ellen Pike; род. 27 января 1979) — британская актриса. Обладательница премий «Золотой глобус» и «Эмми», номинантка на «Оскар», BAFTA и Премию Гильдии киноактёров США в категории «Лучшая женская роль» за фильм «Исчезнувшая».
Известна благодаря ролям в фильмах «Умри, но не сейчас» (2002), «Распутник» (2004), «Гордость и предубеждение» (2005), «По версии Барни» (2010), «Джек Ричер» (2012), «Исчезнувшая» (2014), «Аферистка» (2021) и «Солтберн» (2023).

## Биография
Розамунд Пайк была единственным ребёнком в семье оперных певцов Джулиана и Каролины Пайк. Благодаря работе родителей в детстве девочка много путешествовала по Европе. Розамунд посещала школу-интернат Badminton School в Бристоле. В 16 лет была принята в знаменитый Национальный молодёжный театр (National Youth Theatre), где играла три сезона. Её самой значительной ролью в этом театре стала Джульетта в пьесе «Ромео и Джульетта».
Затем Розамунд поступила в Уодхэм-колледж в Оксфордском университете, чтобы изучать английскую литературу. Здесь она довольно успешно участвовала в нескольких студенческих театральных постановках, съездила на гастроли с постановкой студенческого театра «Укрощение строптивой», побывав в том числе в Японии. Незадолго до окончания учёбы она сыграла в телефильме «Женитьба по-английски (A Rather English Marriage)» вместе с Томом Кортни и Альбертом Финни. Выступала она и в местном театре, известном Oxford Playhouse — в пьесах Стивена Джеффриза «Распутник (The Libertine)» и Артура Миллера «Все мои сыновья (All My Sons)». Ещё до поступления в Оксфорд Розамунд приняла участие в кастинге проекта, который тогда не был осуществлён. Но год спустя она неожиданно получила приглашение вернуться к пробам и в результате получила роль леди Хэрриэт в фильме BBC «Жёны и дочери (Wives and Daughters)», в котором её партнёрами стали Майкл Гэмбон, Франческа Аннис и Билл Патерсон. Журнал Vanity Fair, комментируя игру Розамунд Пайк, сравнил актрису со «знаменем, развевающимся на ветру». Девять месяцев Розамунд снималась в этом фильме, а затем вернулась в Оксфорд, чтобы окончить учёбу и сыграть свою последнюю роль в Oxford Playhouse. Ею стала роль Дэйзи в пьесе Ионеско «Носорог (Rhinoceros)». В следующие летние каникулы она в течение десяти недель снималась в фильме «Любовь в холодном климате (Love in a Cold Climate)» по произведениям Нэнси Митфорд. Её партнёрами были Алан Бейтс, Шейла Гиш, Чели Имри, Джон Стэндинг и Энтони Эндрюс. Вернувшись в Оксфорд, Розамунд параллельно с учёбой выступала в театре в роли Киры в пьесе Дэвида Мера «Верхний свет (Skylight)» режиссёра Джеймса Рогана.
В 2001 году Пайк завершила свою учёбу, получив квалификацию бакалавра. С этого момента она сконцентрировалась на актёрской карьере.
Актриса снялась в ряде всемирно известных фильмов («Умри, но не сейчас», «Распутник», «Гордость и предубеждение», «Воспитание чувств», «Суррогаты»), кроме того, она остаётся активной и на театральной сцене. В 2011 году Пайк исполнила одну из главных ролей в экшн-комедии «Агент Джонни Инглиш: Перезагрузка» с Роуэном Аткинсоном. В 2012 году её можно было увидеть в боевике «Джек Ричер» с Томом Крузом, а также в приключенческом фэнтези «Гнев титанов» с Сэмом Уортингтоном, а в 2013 году — в фантастической комедии «Армагеддец» Эдгара Райта.
Актёрским прорывом для Пайк стала роль в фильме «Исчезнувшая», являющегося адаптацией одноимённого романа Гиллиан Флинн. За эту роль в 2015 году она была номинирована на премии «Оскар», «Золотой глобус», а также BAFTA в категории «Лучшая женская роль». Её партнером по картине выступил Бен Аффлек.
В 2018 году Пайк снялась в биографическом фильме «Частная война», за роль в котором вновь была номинирована на премию «Золотой глобус» за «лучшую женскую роль в драматическом фильме».
В июне 2019 года стало известно о том, что Пайк исполнит главную женскую роль в сериале «Колесо времени», который будет снят по мотивам одноимённого цикла Роберта Джордана и выйдет на сервисе Amazon Video. В том же году состоялась мировая премьера биографической драмы «Опасный элемент» с Розамунд Пайк в роли Марии Кюри.
Осенью 2020 года на Международном кинофестивале в Торонто состоялся премьерный показ криминальной комедии «Аферистка» с Пайк в главной роли. За актёрскую работу в фильме Пайк в третий раз была отмечена номинацией (впоследствии наградой) на премию «Золотой глобус» в категории «Лучшая женская роль в комедии или мюзикле».

## Личная жизнь
Будучи студенткой Оксфорда, Пайк состояла в отношениях с актёром Саймоном Вудсом, которые продлились два года. Они позже сыграли возлюбленных в фильме «Гордость и предубеждение».
Пайк была обручена с режиссёром Джо Райтом, но они расстались в 2008 году.
С 2009 года Пайк состоит в отношениях с бизнесменом и учёным-математиком Роби Юниаке. У пары есть двое сыновей — Соло (род. 2012) и Атом (род. 2014).

## Фильмография

### Кино
| Год  | Название на русском языке             | Оригинальное название               | Роль                | Примечания |
| ---- | ------------------------------------- | ----------------------------------- | ------------------- | ---------- |
| 2002 | Умри, но не сейчас                    | Die Another Day                     | Миранда Фрост       |            |
| 2004 | Земля обетованная                     | Promised Land                       | Роза                |            |
| 2004 | Распутник                             | The Libertine                       | Элизабет Мале       |            |
| 2005 | Дум                                   | Doom                                | Саманта Гримм       |            |
| 2005 | Гордость и предубеждение              | Pride & Prejudice                   | Джейн Беннет        |            |
| 2007 | Перелом                               | Fracture                            | Никки Гарднер       |            |
| 2007 | Осколки                               | Fugitive Pieces                     | Алекс               |            |
| 2009 | Воспитание чувств                     | An Education                        | Элен                |            |
| 2009 | Суррогаты                             | Surrogates                          | Мэгги               |            |
| 2010 | Горящие пальмы                        | Burning Palms                       | Дедра Девенпорт     |            |
| 2010 | Сапоги на Уайтхолле                   | Jackboots on Whitehall              | Дэйзи (озвучивание) |            |
| 2010 | Сделано в Дагенхэме                   | Made in Dagenham                    | Лиза                |            |
| 2010 | По версии Барни                       | Barney’s Version                    | Мириам Грант        |            |
| 2011 | Агент Джонни Инглиш: Перезагрузка     | Johnny English Reborn               | Кейт Самнер         |            |
| 2011 | Большой год                           | The Big Year                        | Джессика            |            |
| 2012 | Гнев титанов                          | Wrath of the Titans                 | Андромеда           |            |
| 2012 | Джек Ричер                            | Jack Reacher                        | Хелен Родин         |            |
| 2013 | Армагеддец                            | The World’s End                     | Сэм Чемберлен       |            |
| 2013 | Дьявол, которого ты знаешь            | The Devil You Know                  | Зои Хьюджес         |            |
| 2014 | Долгое падение                        | A Long Way Down                     | Пенни               |            |
| 2014 | Путешествие Гектора в поисках счастья | Hector and the Search for Happiness | Клара               |            |
| 2014 | Исчезнувшая                           | Gone Girl                           | Эми Эллиотт Данн    |            |
| 2014 | Каникулы мечты                        | What We Did on Our Holiday          | Эби                 |            |
| 2015 | Вернуть отправителю                   | Return to Sender                    | Миранда             |            |
| 2016 | Соединённое королевство               | A United Kingdom                    | Рут Уильямс Кхама   |            |
| 2017 | Мозг Гиммлера зовётся Гейдрихом       | The Man with the Iron Heart         | Лина Гейдрих        |            |
| 2017 | Недруги                               | Hostiles                            | Розали Куэйд        |            |
| 2018 | Точка невозврата                      | Beirut                              | Сэнди Краудер       |            |
| 2018 | Операция «Шаровая молния»             | Entebbe                             | Бриджитт Кульманн   |            |
| 2018 | Частная война                         | A Private War                       | Мэри Колвин         |            |
| 2019 | Информатор                            | The Informer                        | Уилкокс             |            |
| 2019 | Опасный элемент                       | Radioactive                         | Мария Кюри          |            |
| 2021 | Аферистка                             | I Care a Lot                        | Марла Грейсон       |            |
| 2023 | Солтберн                              | Saltburn                            | Элзбет Кэттон       |            |
| 2025 | Священная дорога                      | Hallow Road                         |                     |            |
| 2025 | В серой зоне                          | In the Grey                         |                     |            |
| 2025 | Иллюзия обмана 3                      | Now You See Me 3                    |                     |            |
| 2025 | Жена и пёс                            | Wife & Dog                          |                     |            |

### Телевидение
| Год       | Название на русском языке | Оригинальное название     | Роль                                                              | Примечания                              |
| --------- | ------------------------- | ------------------------- | ----------------------------------------------------------------- | --------------------------------------- |
| 1998      | Семь дней                 | Seven Days                | агент ЦРУ                                                         | Пилотный эпизод                         |
| 1998      | Женитьба по-английски     | A Rather English Marriage | Селия                                                             | Телевизионный фильм                     |
| 1999      | Жёны и дочери             | Wives and Daughters       | леди Хэрриет Камнор                                               | 3 эпизода                               |
| 2000      |                           | Trial & Retribution       | Люси                                                              | Эпизод: «Trial & Retribution IV Part 1» |
| 2001      | Любовь в холодном климате | Love in a Cold Climate    | Фанни                                                             | 2 эпизода                               |
| 2002      | Девушки Бонда навсегда    | Bond Girls Are Forever    | она сама                                                          | Документальный фильм                    |
| 2002      | Война Фойла               | Foyle’s War               | Сара Бомонт                                                       | Эпизод: «The German Woman»              |
| 2008      | Башня                     | The Tower                 | Оливия Уинн                                                       | Пилотный эпизод                         |
| 2009      | Свободное падение         | Freefall                  | Анна                                                              | Телевизионный фильм                     |
| 2011      | Влюблённые женщины        | Women in Love             | Гудрун Бренгвен                                                   | 2 эпизода                               |
| 2015—2020 | Громолёты, вперёд!        | Thunderbirds Are Go       | леди Пенелопа Крейтон-Уорд / капитан Ридли О’Бэннон (озвучивание) |                                         |
| 2018      | Обитатели холмов          | Watership Down            | Чёрный кролик Инле (озвучивание)                                  | 2 эпизода                               |
| 2019      | Муми                      | Moominvalley              | Муми-мама                                                         | Озвучивание                             |
| 2019      | Семейный брак             | State of the Union        | Луиз                                                              |                                         |
| 2021      | Колесо времени            | The Wheel of Time         | Морейн Дамодред                                                   | Главная роль                            |